# Bokrács
Bokrács (szlovénül: Bokrači, vendül Bokreči) falu Szlovéniában, Muravidéken, Pomurska régióban. Közigazgatásilag Battyándhoz tartozik.

## Fekvése
Muraszombattól 10 km-re északra, a Vendvidéki-dombság (Goričko) területén a Bokrácsi-patak partján fekszik. A térség egyik legkisebb falva. Szomszédai Lendvakislak, Völgyes, Vaslak, Szentbibor, Alsószentbenedek és Andorhegy.
A falu két részre oszlik Alsóbokrácsra (szlov.: Spodnji Bokrači, vend.: Spoudnji Bokrači), ill. Felsőbokrácsra (Zgornji Bokrači). Az írásos forrásokból azonban nem szerepel, bár nem kizárható, hogy itt tényleg két különálló település létezett. A helyiek vendül ezeket egyszerűen csak Spoudnja és Zgornja ves-nek hívják, ami Alsó- és Felsőfalut jelent.
A falu felsőbb részein a talaj agyagos-kavicsos, nem éppen jó minőségű, míg a Bokrácsi-patak mellett homokos. A falu nyugati oldalán helyezkednek el a rétek és a mezők, ahol kukorica és búza termelése zajlik. Az agyagos talajon almát, szilvát és körtét termelnek. Az erdőkben bükk, fenyő és akác nő, itt pedig igen sok őz és vaddisznó tanyázik.
A lakóházak többsége a Žgonjarov és Talaberov-brejgen található. Gyakori nevek ezen a településen a Rituper, Fartel és Vukan.

## Története
A falu első írásos említése 1355-ben "Volkarach" alakban történt. 1355. október 20-án kelt oklevelében I. Lajos magyar király tanúsítja, hogy a Nádasd nembeli Bekő magva szakadtával a koronára szállt vasmegyebeli Nagymákfa, Oszkó, Mihalócz, Dolina, Bokrács és Iváncz nevü birtokokat új adományozás címén Miklós zágrábi püspöknek, királyi alkancellárnak adja.  A nemzetség Nádasdy és Darabos ágainak csak 1364-ben sikerült egyezség révén visszaszerezni örökségükből Ivanócz, Bokrács és Dolina falvakat.
1364-ben "Bukrath", illetve "Wolcrach", 1355-ben Volkarach, 1359-ben Bolrah, 1364-ben Balchrak, Bukrach, 1370-ben Wolcrach, 1378-ban Bolcrath, 1393-ban Balkrach, 1403-ban "Wolkrach, Bolkrach, Bokrach", 1437-ben "Bograch", 1465-ben "Bolkrach", 1482-ben "Balkrach" néven említik. A Nádasd nemzetségé, de 1437-ben a Maráczi család birtoka is volt.
1403-ban  a hűtlen Nádasdy Tamás, nádasdi Darabos András és János birtokait, köztük Bolkrácsot a Széchyek kapták Zsigmond királytól. 1462-ben a falut Nádasdy László kezén találjuk. 1486-ban nádasdi Darabos Gergely a település puszta részeit a molnári Püspök Domonkos fia Lászlónak  adta át.
1503-ban az ivanóczi Gálfi család birtokai között találjuk.
Vályi András szerint "BOKRATS. Elegyes magyar falu Vas Vármegyében, földes Ura Gróf Battyányi Uraság, lakosai katolikusok, ambár némelly javai vannak; de mivel földgyei soványak, a’ harmadik Osztályba számláltatott."
Fényes Elek szerint "Bokrács, vindus falu, Vas vármegyében, 18 kath., 84 evang. lak., hires bortermesztéssel. F. u. gr. Batthyáni nemzetség. Ut. post. Radkersburg."
Vas vármegye monográfiája szerint " Bokrács, apró falucska, 21 házzal és 113 vend, r. kath. és ág. ev. vallású lakossal. Postája Battyánd, távirója Muraszombat."

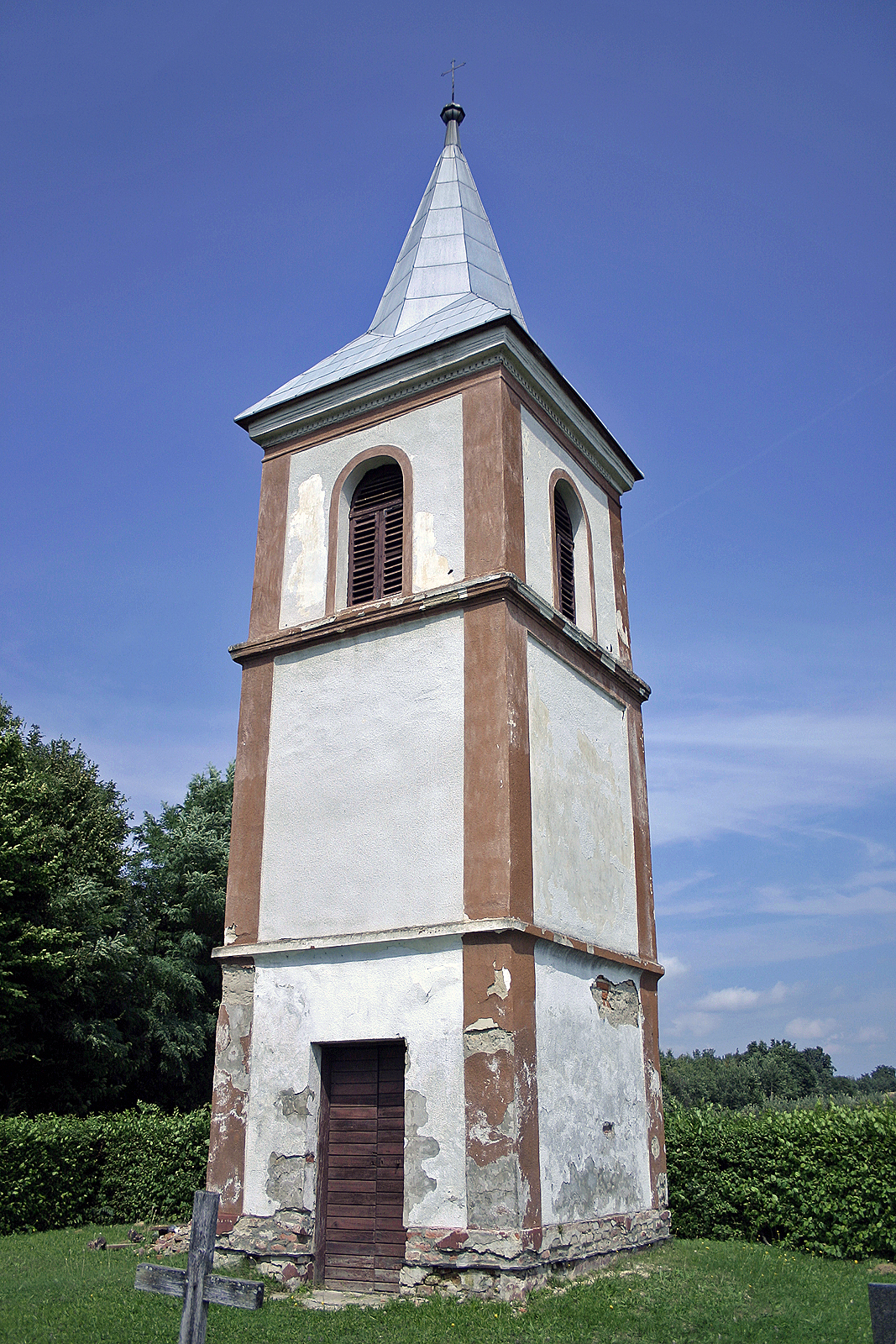
Az evangélikus harangláb.

Ez a falu elkerülte a magyarosítást, mivel a nevében összefüggést láttak a bogrács szóval és nem változtatták meg a falu nevét. Ez a megállapítás viszont felszínes, amatőr etimológia, ugyanis a korábbi írásos feljegyzések alapján a Volkarach közelebbinek mondható a szláv nyelvekben (így a szlovénban és a vendben is használt) volk, vuk főnévvel, ami farkast jelent. A Farkas vagy Vuk hajdanán ráadásul elterjedt keresztnév volt a magyarok és szlávok között egyaránt.
1910-ben 161, túlnyomórészt szlovén lakosa volt. A trianoni békeszerződésig Vas vármegye Muraszombati járásához tartozott. 1919-ben átmenetileg a de facto Mura Köztársaság része lett, majd a Szerb–Horvát–Szlovén Királysághoz csatolták, ami 1929-től Jugoszlávia nevet vette fel. 1941-ben átmeneti időre ismét Magyarországhoz tartozott, 1945 után visszakerült jugoszláv fennhatóság alá. 1991 óta a független Szlovénia része. Az utóbbi időben a fiatalok többsége elköltözött, az idősek fele főként mezőgazdaságból él. 2002-ben a falunak már csak 70 lakosa volt.

## Nevezetességei
- Katolikus harangláb.
- Evangélikus harangláb.